# Dones a Bolívia
Tot i que la Nova constitució política de Bolívia (2007-2009) garanteix la igualtat de drets entre dones i homes, les dones a Bolívia s'enfronten a lluites i discriminacions en diversos aspectes de llur vida. Segons l'Informe sobre el desenvolupament humà publicat per l'Oficina del Programa de les Nacions Unides per al Desenvolupament a Bolívia «els homes reben més i millor educació que les dones, reben una assistència sanitària més gran i millor que les dones i tenen la possibilitat de generar més ingressos mentre treballen menys. […] si considerem que les dones, a diferència dels homes, també tenen […] la responsabilitat gairebé exclusiva del treball domèstic». Segons un estudi de l'Organització Panamericana de la Salut realitzat en dotze països llatinoamericans, Bolívia té la prevalença més alta de violència domèstica contra les dones entre aquests països. Les dones bolivianes també estan exposades a un excés de masclisme, ja que s'utilitzen com a eines promocionals en la publicitat popular que solidifica estereotips i suposicions sobre les dones.
La mortalitat maternal i l'analfabetisme entre les dones són algunes de les taxes més altes del món. Atès que els homes solen tenir una formació més elevada que les dones, especialment entre la població indígena, l'elevada taxa d'analfabetisme dificulta l'aprenentatge de l'idioma dominant (el castellà) per part de les dones, cosa que les impedeix participar al mercat laboral. A l'economia informal, Bolívia compta amb aproximadament el 65% dels treballadors emigrants internacionals, que és un dels més alts d'Amèrica Llatina.
L'accés a la sanitat és limitat. El 1992-1993, les taxes anuals de mortalitat dels nens menors de cinc anys van ser de 205,5 per 1.000 i 98,5 per 1.000.

## Història de la dona
Al segle xix, el Codi civil de Bolívia de 1830 supervisava els drets de les dones al país. Segons el codi, les dones havien d(obeir als seus marits. Les dones no tenien drets ni protecció legal contra els abusos domèstics. La llei boliviana va començar a canviar a l'alba del segle xx a causa de la pressió de les dones de classe alta. Aquestes van trobar inspiració en l'obra de l'escriptora feminista Adela Zamudio. La Llei general del treball de 1939 donava protecció a les dones en les relacions laborals. Una esmena constitucional de 1949 establia que els homes i les dones eren iguals. Les dones es van guanyar el dret a vot el 1952 com a part de la Revolució Social Boliviana. La Constitució boliviana del 1967 va declarar que les dones i els homes eren iguals davant la llei. El Codi civil de 1976 donava a les dones alguns drets sobre un codi de família. Aquest codi també va garantir la llibertat personal a tots els bolivians.
Avui, el govern bolivià reconeix que les lleis que protegeixen les dones no són suficients. Aquest problema s'acredita amb una difusió deficient de les lleis, cosa que provoca que els advocats no facin ús de les lleis als tribunals. A més, els funcionaris, sovint homes, poden optar per no fer complir les lleis. Els governs locals i regionals tampoc tenen recursos per aplicar les lleis. L'analfabetisme feminí també n'és una possible causa, ja que fa que les dones no coneguin ps les lleis que les protegeixen.

## Implicació política
La participació de les dones en la política boliviana ha augmentat un 16% a partir del 1992. Tot i el creixement, les dones indígenes continuen sense tenir influència en el sistema polític. Tot i que el president bolivià, Evo Morales, ha donat suport a les reformes sobre les oportunitats dels pobles indígenes per exercir el càrrec, han mancat oportunitats per a les dones a causa de l'analfabetisme i el poc lideratge de les dones. Hi ha hagut resultats satisfactoris quant a la participació política de les dones. El 2010 es va celebrar una conferència nacional per a dones parlamentàries indígenes amb un centenar de participants. Durant les eleccions del 2009, el nombre de dones elegides per a càrrecs parlamentaris va passar del 14% al 28%. A partir del 2010, la meitat del gabinet polític de Morales estava format per dones. Morales va afirmar que havia somiat amb l'oportunitat que la meitat dels membres del gabinet fossin dones, i va fer un «homenatge» a les dones de la seva família. A partir del 2010, el 30% dels escons de la branca legislativa eren ocupats per dones. Ana María Romero de Campero es va convertir en la primera dona de la història boliviana en ser Defensora del Poble (1998-2003) i presidenta del Senat de Bolívia (2010). Abans de Romero, Lidia Gueiler Tejada va presidir la casa baixa boliviana, i des del 1978 fins al 1980 va ser la presidenta interina del país. El 1997, es va aprovar la Llei de reforma i complementària del règim electoral, que exigia que tots els partits polítics tinguessin almenys un 25% de dones candidates al senat i un terç per a altres càrrecs polítics.

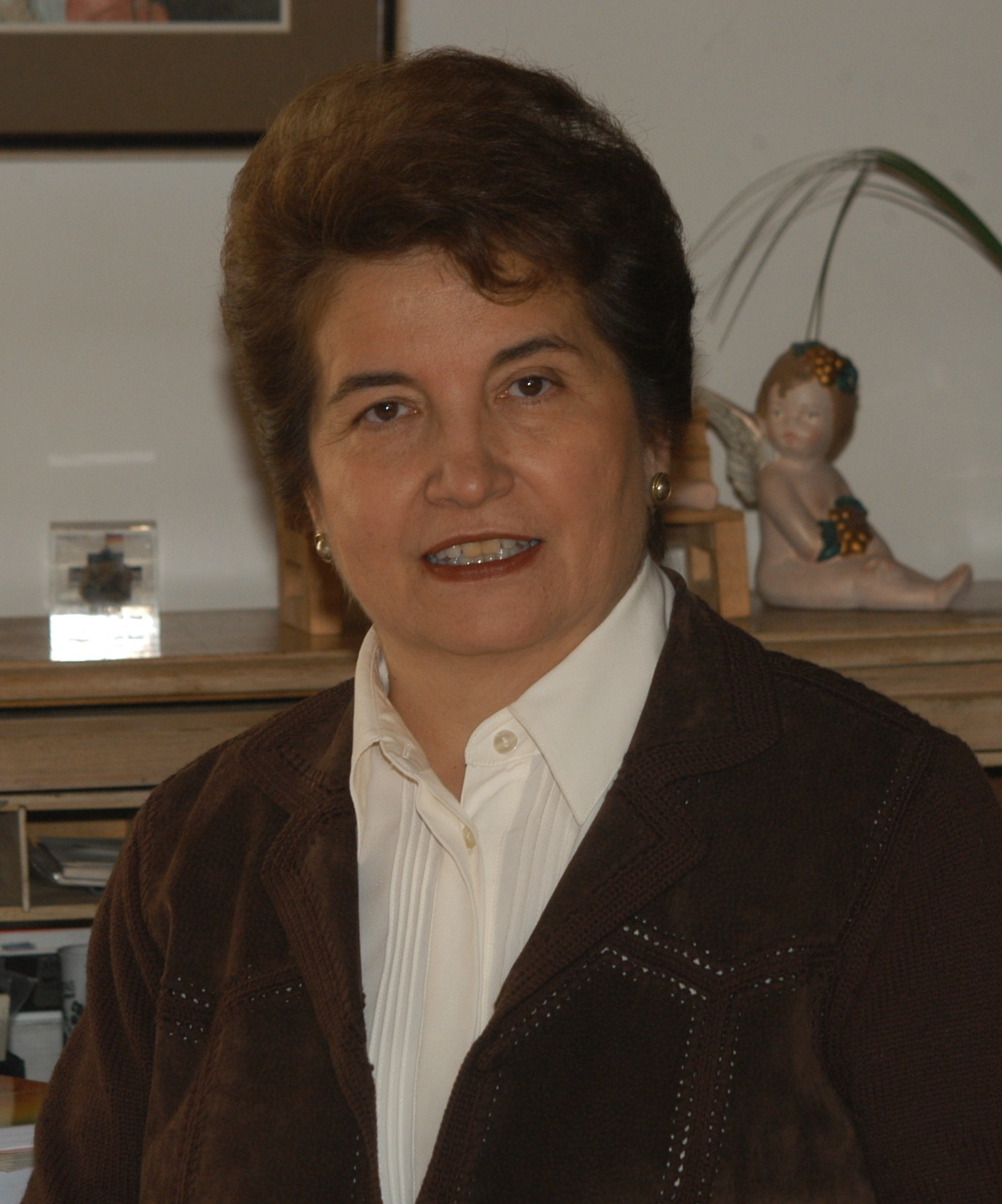
Ana María Romero de Campero, la primera Presidenta del Senat de Bolívia
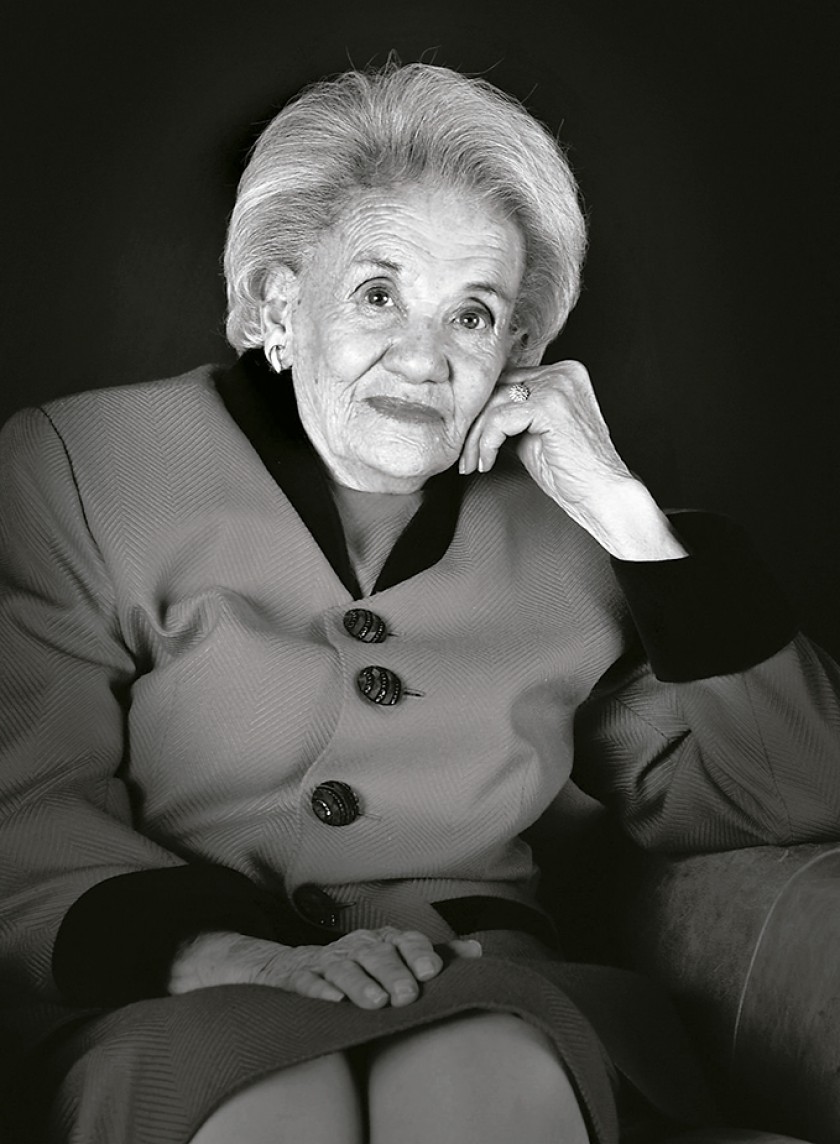
Lidia Gueiler Tejada, la primera Presidenta de Bolívia
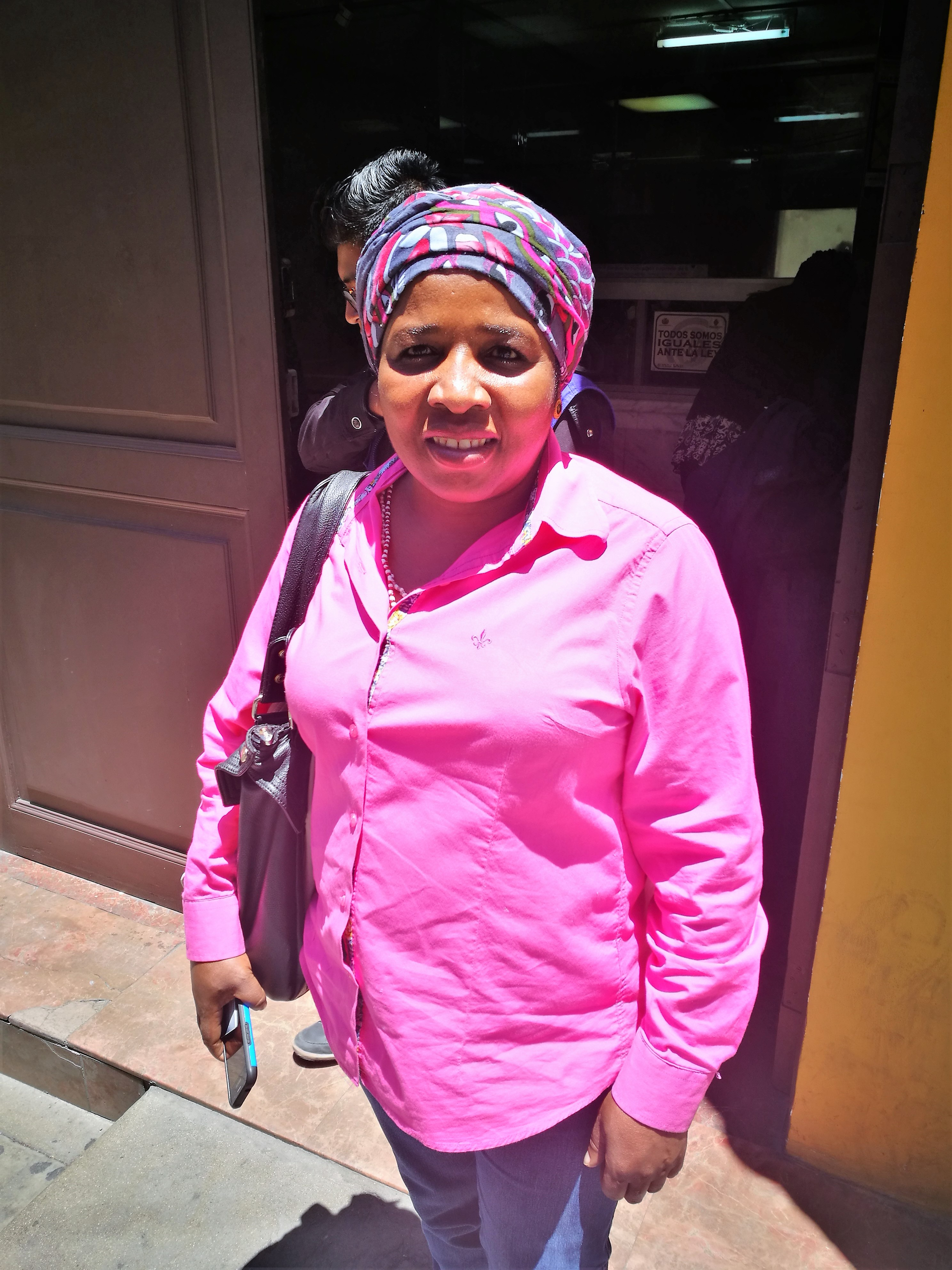
Mónica Rey Gutiérrez, activista afroboliviana delegada de l'Assemblea Legislativa Plurinacional de Bolívia
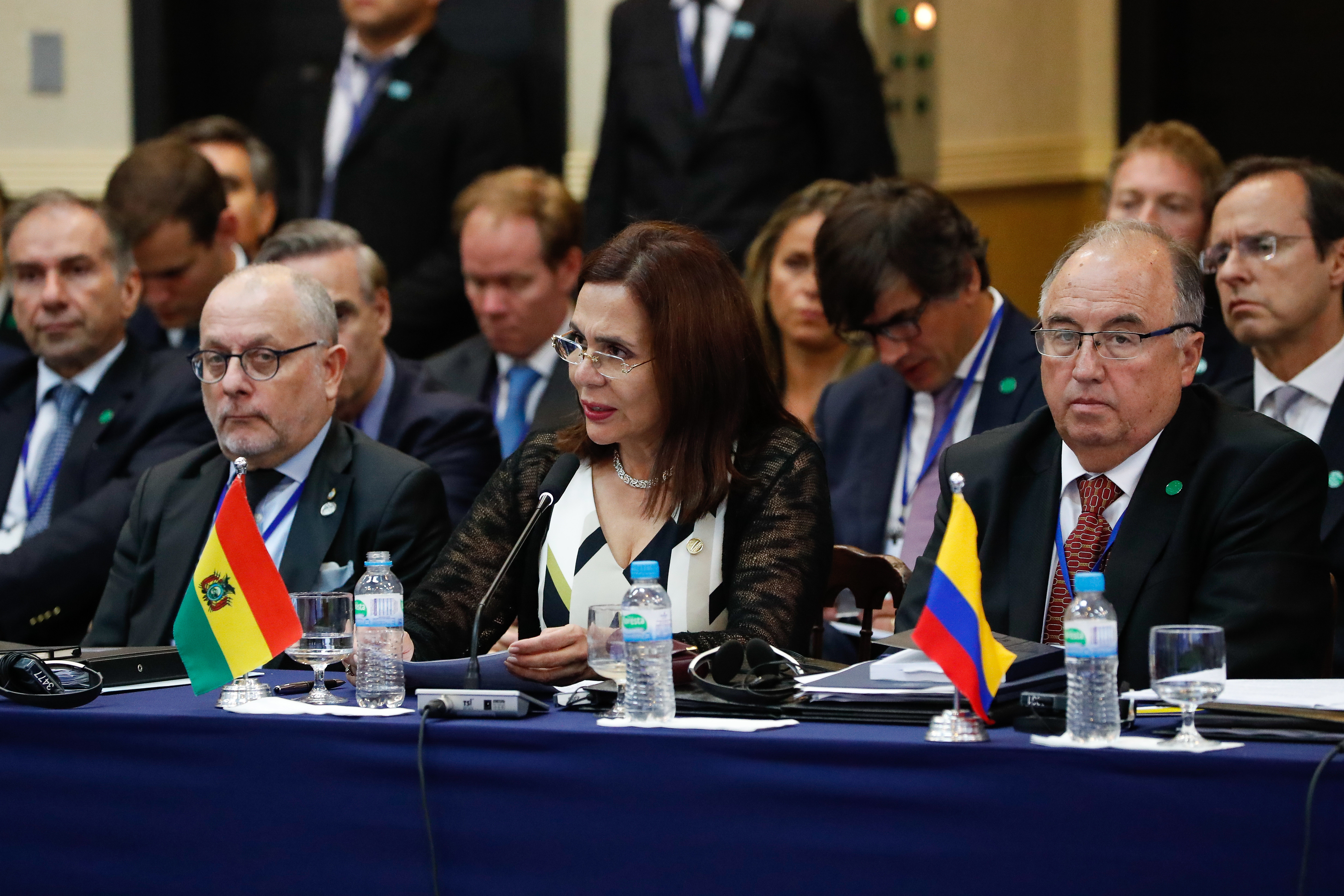
Karen Longaric, Ministra de Relacions Exteriors de Bolívia en una reunió del Mercasur al Brasil

Des de l'apoderament de les dones al govern a Bolívia, s'han creat més de 200 organitzacions que es troben sota el paraigua de la Coordinadora de la Dona. Aquestes organitzacions participen en el canvi de polítiques i la legislació. A les urnes electorals, s'han d'alternar els noms femenins i masculins en ordre. Elizabeth Salguero, qui va presidir la Comissió de Drets Humans, va intentar aprovar una llei que protegís les dones de la violència política basada en el gènere, però la llei no es va aprovar.

### Participació en el desenvolupament econòmic
Adela Zamudio (AZ) és conegut com un grup de dones que busca apoderar i educar les dones indígenes sobre l'estructura en el treball de desenvolupament comunitari entre homes i dones, i també fer-les saber com implicar-se en això. El propòsit d'AZ era que les dones indígenes participessin més en el treball de desenvolupament d'una manera política. Té pocs efectes per a la comunitat rural a causa de la concepció del paper de gènere de les dones com a esposa dels seus marits, de com participen en el treball de desenvolupament i que no aprofiten per obtenir ingressos. Per a elles, robaria l'oportunitat als seus marits.
El 2005, dues dones de classe mitjana de Bolívia que van cofundar AZ van intentar establir una classe de capacitació. La formació d'apoderament s'utilitza sota el terme de polítiques de gènere, el que significa que només és per a dones. Es va crear un projecte perquè les dones tinguessin una oportunitat econòmica per ajudar-les a obtenir ingressos i avançar en el desenvolupament econòmic. Se les va donar l'opció de crear un camí de pedra i se les pagaria pel seu treball. Si aquest projecte és el que volien fer les dones, les dues dones de classe mitjana portarien la proposta de projecte a l'alcaldia per iniciar el projecte. No obstant això, a les dones no els va agradar aquesta idea, perquè pensaven que la seva oportunitat allunyaria l'oportunitat del seu marit de guanyar diners. Una altra raó era que hi havia una altra responsabilitat sobre les dones a més de tenir cura de les seves famílies. Les dones van demanar que la proposta inclogués homes perquè pensaven que, com a marits, eren companys de desenvolupament, no concursants. La seva identitat com a parella i esposa dels seus marits està entrellaçada amb el progrés del desenvolupament econòmic. Al final, les dones responsables van proposar analitzar les diferències de poder entre homes i dones, entre pobres i de classe mitjana.
Moltes dones bolivianes tenen una percepció diferent sobre el AZ i el seu propòsit quant a oportunitats econòmiques i desenvolupament comunitari. La percepció de les dones és que els homes obtinguin llocs de treball locals, de manera que no hi hauria necessitat de viatjar lluny del lloc de treball. Aquesta idea va ser presentada pel govern local. La proposta del projecte consistia a ajudar les dones a millorar-se a si mateixes i a la seva comunitat. Les dones volien també donar als homes aquesta possibilitat, en lloc de crear competència entre els dos gèneres. En una altra part de Bolívia, hi ha un grup de dones activistes indígenes que sí que participen políticament i volen ser independents.
Un grup indígena, els aimares, creuen en el terme Chachawarmi, que significa que els homes i les dones estan representats per igual. És un concepte tradicional entre la majoria de la població aimara que viu als Andes de Bolívia. Un estudi del 2009 es va centrar principalment en activistes aimares que vivien a la rodalia de La Paz i analitza com associen els costums tradicionals, la política estatal i l'activisme autòcton. Creuen que les dones i els homes són diferents i, per tant, tenen responsabilitats diferents dins del sistema Chachawarmi. També creuen que els homes i les dones es complementen amb els seus rols i responsabilitats. Dins de la comunitat aimara, algunes activistes indígenes creuen que Chachawarmi s'hauria d'utilitzar per a decolonialitzar i algunes creuen que s'hauria d'utilitzar perquè la comunitat es mantingués igual.
Els aimares de Bolívia defensen els seus costums culturals i la seva igualtat sociopolítica, i també la igualtat entre homes i dones dins de la seva comunitat. Tot i això, moltes feministes de classe mitjana no estan d'acord amb la tradició Chachawarmi. Les feministes transmeten la idea que el sistema Chachawarmi soscava la participació de les dones aimares perquè no participen gaire en les discussions o reunions de la comunitat. És normal que les dones no parlin perquè els homes les perceben com a analfabetes perquè no parlen castellà o pot ser el resultat de que les dones intentin resistir contra el lideratge dels homes. Els és difícil trobar solucions per trobar la igualtat dins del sistema Chachawarmi.
Alguns de la comunitat aimara van declarar que no volen comerciar ni decolonialitzar-se dels seus costums tradicionals si accepten viure d'acord amb les lleis i polítiques. Una altra raó per no voler decolonialitzar-se és perquè els Chachawarmi existeixen des que es va establir la seva comunitat i la seva forma de viure s'ha mantingut igual.
No hi ha una solució directa a aquest debat entre la política de gènere i la decolonialitat del poble aimaran de Bolívia, però s'avalua l'anàlisi de la comprensió de les diferents opinions sobre aquest tema.

## Educació

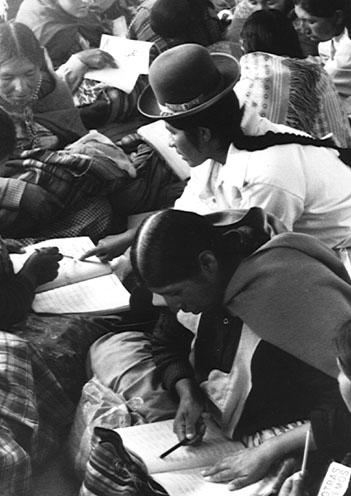
Dones que assisteixen a una classe d'alfabetització d'adults a la secció El Alto de La Paz, Bolívia

Un informe del 2001 de l'Institut Nacional d'Estadística de Bolívia va informar que les dones bolivianes són més analfabetes que els homes, amb una taxa del 19,35% enfront del 6,94%, respectivament. Les dones que viuen a les zones rurals presenten taxes d'analfabetisme encara més altes, amb un 37,91%, mentre que els homes amb un 14,42%. En general, les dones de Bolívia tenen les taxes més baixes del continent americà i se situen en un 20% per sota de la mitjana llatinoamericana. El 1994 es va aprovar la Llei de reforma de l'educació que promogué oportunitats educatives gratuïtes i universals per als ciutadans independentment del gènere. Es va centrar l'atenció en l'educació bilingüe per a les nenes, que s'atribueix a ajudar a reduir la taxa d'abandonament escolar. La majoria de les oportunitats educatives es realitzen en castellà, mentre que més del 27% de les dones bolivianes no parlen castellà, cosa que fa que l'accés a l'educació a través de la seva llengua materna sigui una barrera.
El baix suport del govern pel que fa a l'educació a les zones rurals, la mala formació docent, la programació educativa i els conflictes amb el calendari agrícola contribueixen negativament a l'educació de les nenes que viuen a les zones rurals. La taxa d'assistència escolar de les dones bolivianes és de les més baixes d'Amèrica del Sud. Menys dones assisteixen a l'escola a les zones rurals, amb només un 64,6%. Les nenes de les zones rurals solen assistir a l'escola fins a 3r de primària a causa de la demanda de treballs domèstics i per tenir cura dels germans menors. En general, el 61% de les dones a Bolívia van començar a assisitir a l'escola a partir de 1998, un percentatge inferior que Xile (71%), Colòmbia (72%) i el Perú (77%).
Les noies embarassades poden ser expulsades de l'escola.

## Participació econòmica
Els estereotips de gènere segueixen sent un estàndard pel que fa als rols i decisions de les dones dins i fora de casa. Les dones s'encarreguen de les tasques domèstiques, i s'estima que 1 de cada 5 homes pren totes les decisions sobre les compres realitzades per a la llar. La principal organització sindical femenina és la Confederació Bartolina Sisa. La Federació Nacional Boliviana de Treballadores Autònomes es va constituir per representar les dones que treballen per compte propi en feines informals, com els venedors ambulants, que són àrees habituals de treball per a les dones indígenes.

### Participació laboral i en el desenvolupament econòmic
La participació de les dones en el desenvolupament econòmic va augmentar del 22,5% al 40% entre 1976 i 2002. A partir del 2002, el 44% de les dones treballaven. Les dones que viuen a les zones urbanes solen tenir els tipus de feina menys remuneradas i improductiva, cosa que es creu que es deu a la manca d'oportunitats educatives per a les dones i als requisits educatius per obtenir millors llocs de treball. A les zones rurals, les dones lluiten més pel seu gènere i pel fet de ser indígenes. El 1992 les dones treballadores rurals havien passat del 18,3% el 1976 al 38,1%, però les condicions de treball sovint són pobres, els salaris són baixos i tenen una baixa productivitat. Alguns empresaris requereixen que les dones signin acords per no quedar-se embarassades. Les dones indígenes solen treballar moltes hores com a venedores ambulants o treballadores domèstiques. Les dones que treballen aquesta última tendeixen a treballar més hores, amb menys dies de descans i salaris baixos.
Tot i el creixement de la participació laboral, la capacitat d'ingressos de les dones ha canviat molt poc. L'augment de la distribució de la riquesa per a les dones des del 1990 fins al 2003 va créixer només un 3%. A partir del 2001, els salaris de les dones només eren el 75% dels salaris dels homes. Les dones professionals guanyen encara menys, amb només el 69%. És més difícil per a una dona obtenir un préstec bancari que per als homes, a causa del fet que la majoria de les dones no podran amortitzar els préstecs a causa del suport financer limitat. A Bolívia existeixen programes de microcrèdit orientats a les dones.
A Bolívia, les dones han vist augmentar les oportunitats de contribuir a les decisions econòmiques, tant en el sector privat com en el públic, augmentant un 70% a partir del 2003.

### Mercat laboral
Com que el castellà és la llengua dominant a Bolívia, això provoca una bretxa entre els castellanoparlants (bilingües que parlen castellà i llengües indígenes) i els que només parlen llengües indígenes. La bretxa es defineix per com els homes i les dones aprenen castellà i, si si l'aprenen, quina participació laboral tindran. Les dones bolivianes que viuen a comunitats rurals i que han emigrat recentment a les ciutats urbanes normalment no saben castellà perquè estan excloses de la resta de la població que sap castellà. Tanmateix, per als homes no importa si han emigrat a una ciutat urbana des d'una comunitat rural, és probable que tinguin oportunitats de participar en el mercat laboral. Gran part dels ancians que viuen a les comunitats rurals i urbanes no saben castellà. Les dones que tenen un gran nombre de fills normalment no formen part del mercat laboral i no se senten atretes a aprendre castellà.
Les dones tenen una taxa de participació laboral inferior a la dels homes. Com que tenen un percentatge de participació inferior, són menys capaces de tenir una educació. Segons l'Informe de desenvolupament humà de 2012, la mitjana d'anys d'escolarització per a homes i dones adults és de 9,2 anys. Quan les dones no tenen una educació adequada, no són capaces de tenir feines que les proporcionin uns ingressos dignes. A més, segons la taula GII del 2012, l'índex de renda ajustat a la desigualtat és de 0,294.

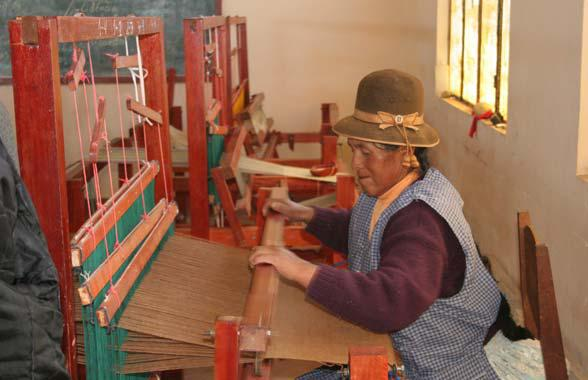
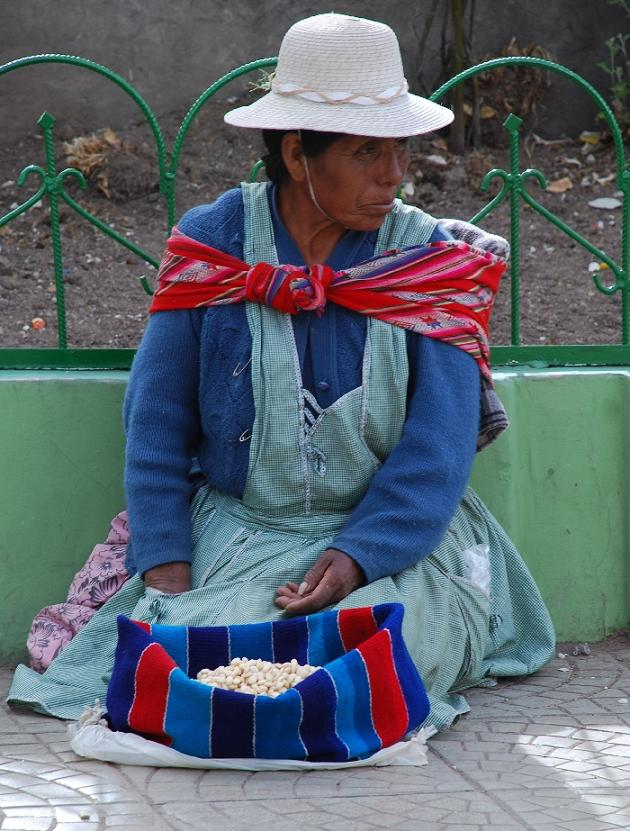
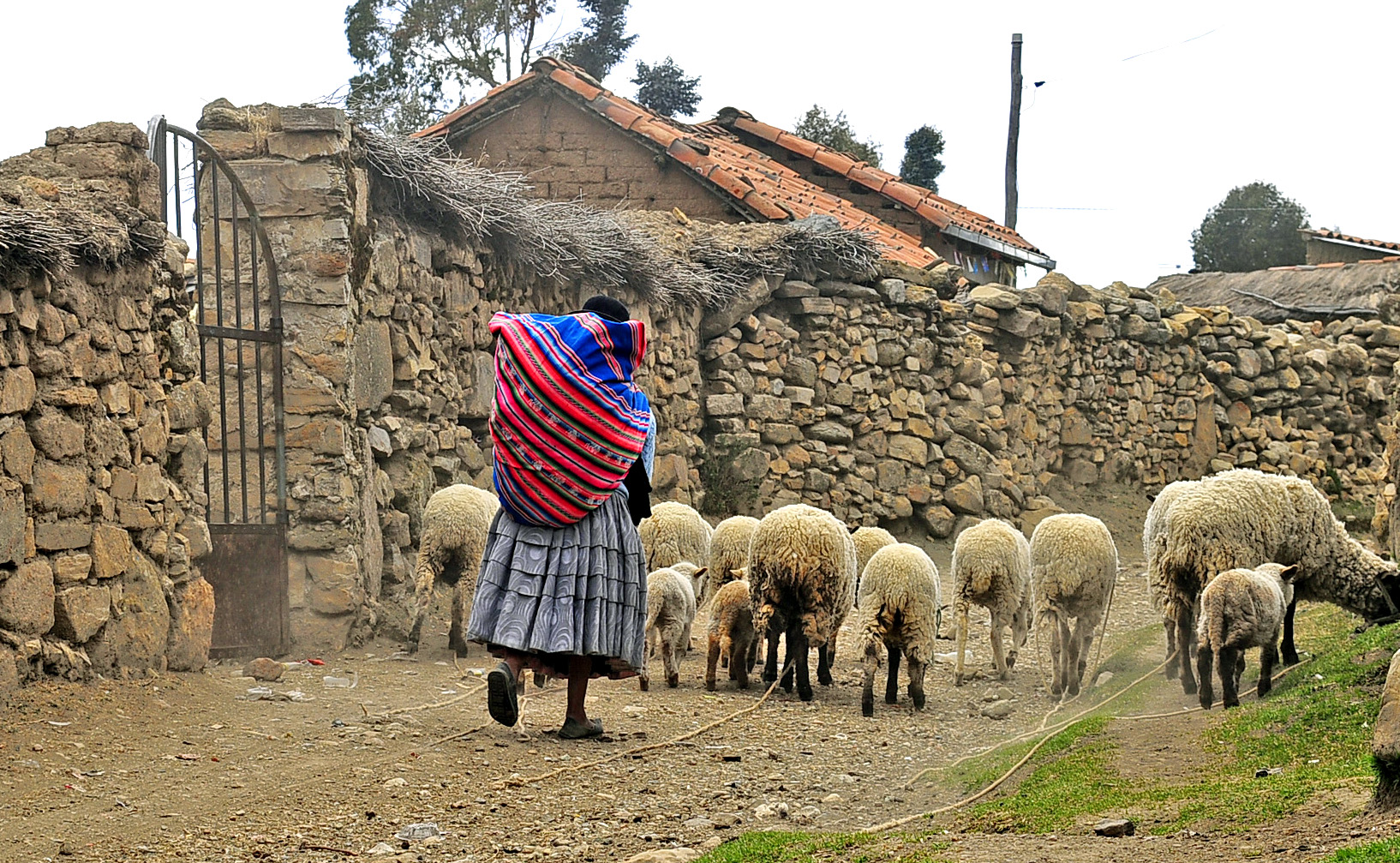

Les dones que viuen a La Paz guanyen una quantitat de diners més alta en comparació amb les dones que viuen en altres ciutats urbanes de Bolívia. Això es deu al fet que La Paz està estretament lligada als departaments governamentals en què el govern dona suport i anima a les dones perquè treballin en ocupacions governamentals.
A Bolívia, les dones que només saben castellà guanyen un 28% més que les dones bilingües que parlen castellà i una llengua indígena. Les dones bilingües guanyen un 25% més que les dones que només parlen una llengua indígena. Per a les dones, la diferència de guanyar una certa quantitat de diners al mercat laboral depèn molt de les seves habilitats lingüístiques i de les àrees en què valoren el castellà per la productivitat al mercat laboral. A més, a causa de la discriminació contra els indígenes, aquests tenen una formació pobra i uns coneixements de castellà de baixa qualitat.

### Emigració internacional
La major part de la emigració fora de Bolívia s'ha atribuït a les pressions econòmiques degudes al règim neoliberal. Els motius de les migracions internacionals són una economia inestable, un alt nivell de pobresa i atur. Per a les dones, el fet de ser maltractades i discriminades en la seva societat les motiva a abandonar les seves cases. Les economies informals d'Amèrica Llatina s'han conformat a les noves polítiques imposades des dels països del nord i els països europeus. Segons l'erudita Lourdes Beneria, cal que hi hagi un equilibri entre el mercat familiar i laboral integrant l'enfocament de les capacitats (Nussbaum), i reconsiderant les polítiques europees.
Les ocupacions informals van augmentar gràcies a moltes polítiques que van introduir, per exemple, retallades pressupostàries i polítiques de privatització. Va reduir el control estatal i va obrir un mercat lliure perquè els estats en desenvolupament es convertissin en competidors mundials i inversors estrangers. El 2006, Bolívia tenia el nombre més alt de població (superior al 55%) que forma part d'activitats informals. No inclou els emigrants indocumentats. Alguns d'aquests treballadors tenen feines amb ingressos baixos o treballen com a autònoms. No obstant això, la majoria d'ells emigren per a treballar temporalment.
Tot i que la migració es produeix entre països llatinoamericans, moltes dones emigren als països de l'Europa occidental com a treballadores domèstiques. Les treballadors emigrants ajuden a tenir cura dels fills i de la gent gran, i realitzen tasques domèstiques i la reproducció social.
A Bolívia, com que no hi ha ofertes de mà d'obra domèstica ni de mercat laboral, les dones no solen separar la cura dels fills de les seves responsabilitats laborals. Per tenir cura dels seus fills, moltes dones no treballen en feines formals. Hi ha una varietat d'incentius perquè les dones abandonin temporalment les seves famílies, com per exemple, inestabilitat, abús i discriminació de gènere. Les persones de la llar són les encarregades de cuidar la família i fer les feines domèstiques. Els nens depenen dels seus familiars i no se senten estimats quan la seva mare està fora. És més difícil que els fills s'allunyin de les seves mares que dels seus pares perquè la norma tradicional suposa que els pares han de deixar de mantenir els seus fills quan ja són adults.
El problema és complex, ja que es basa en els canvis de polítiques realitzats al país d'acollida. Una altra part del problema és que la solució depèn de tenir un alt nivell d'igualtat de gènere dins de la divisió de gènere de la força de treball. El propòsit és integrar l'enfocament de les capacitats i les polítiques públiques perquè la gent sigui capaç de funcionar i viure una bona vida. Utilitzant una investigadora, la llista d'Ingrid Robeyns no és completament universal, sinó que funciona amb un grup particular de persones que tenen diferents tipus de treballs que altres:
- ser capaç de criar fills i tenir-ne cura d'altres;

- poder treballar al mercat laboral o emprendre altres projectes;

- poder desplaçar-se;

- ser capaç de participar en activitats d'oci; i
- ser capaç d'exercir l'autonomia en la distribució del temps.

Algunes capacitats es poden aplicar millor a determinades àrees geogràfiques que en altres. La majoria s'aplicarien a un nivell comunitari diferent del nacional o regional. Estalvia temps als membres de la llar i, sobretot, a les dones que treballen en l'economia informal.

## Drets de propietat
A causa dels prejudicis culturals, les dones pateixen discriminació pel que fa a l'adquisició de terres, però, les xifres han augmentat quant a la propietat de les terres per part de les dones. La Llei de reforma agrària de Bolívia del 1996 estableix que els drets de la terra es tractaran de manera equitativa entre els gèneres i els pobles. El 1990, només el 9% de la terra era propietat individual o conjunta de dones. El 2004 aquest nombre havia augmentat fins al 40%. Les dones tenen la mateixa oportunitat d'accedir a la propietat que els homes, però això afecta generalment només a les dones de les zones urbanes, ja que les dones de les zones més rurals estan sotmeses a pràctiques tradicionals.
La Federació Nacional de Dones Indígenes representa les dones indígenes que volen adquirir títols de propietat. Entre el 2006 i el 2009 es van realitzar 10.299 concessions de terres a dones, amb un total de 164.401 hectàrees.

### Transferència d'efectiu condicional
El 2009 es va crear el Viceministeri per a la Igualtat d'Oportunitats al Ministeri de Justícia per promoure els drets de les dones mitjançant la realització de polítiques públiques a tot el país. Aquestes considerarien els drets de les dones indígenes.
El mateix any es va crear una altra organització. Bono Juana Azurday (BJA) és un sistema de «transferència d'efectiu condicional» que ajuda les persones que viuen en la pobresa pagant-los mensualment. A canvi, el grup de persones hauria d'acceptar actuar i fer certes conductes. L'objectiu principal del programa bolivià de transferència d'efectiu condicional era concentrar-se en les necessitats de les dones i crear igualtat de gènere. A més, també es va crear el BJA per ajudar l'educació infantil a tenir seguretat per a la gent gran. No obstant això, quan es va crear aquesta organització, no va implicar-se amb les agències de dones ni amb les organitzacions de gènere del govern. Com a resultat, les qüestions de les dones van ser ignorades completament i sobretot es van suprimir els drets.
El programa de transferència d'efectiu condicional, el BJA, va tenir més efectes negatius sobre les dones indígenes que positius. Les dones havien d'anar a classes d'educació, participar en activitats de salut materna i anar a sessions de planificació familiar. No van ser educades sobre els seus drets. A més, les dones van haver de cedir els seus drets reproductius a causa de la normativa del BJA. Per exemple, les dones haurien d'esperar dos anys per tenir un altre fill per tenir una altra transferència d'efectiu condicional, però si concebessin un fill, la segona transferència en efectiu s'ajornaria.
Un altre obstacle per a les dones bolivianes era que se les exigia que donessin a llum en hospitals en lloc de casa seva. Aquest requisit les permetia rebre una atenció materna adequada. No obstant això, les dones havien de caminar o recórrer una llarga distància per arribar a l'hospital més proper. Hi han clíniques de salut que serveixen de lloc d'espera abans que estiguin a punt d'entrar al part. Amb l'atmosfera diferent dels hospitals i les clíniques d'espera, i amb les diferències entre el personal de l'hospital i les dones indígenes, hi ha molts conflictes entre la tradició cultural i la normativa del BJA.
El progrés de les dones amb el programa de transferència d'efectiu condicional és que van ser capaces d'obtenir confiança en si mateixes a través dels serveis financers. Van poder tenir més control sobre els diners dins de la llar. A més, les dones indígenes tenien accés a la seva pròpia documentació i als seus fills. Això les va permetre ser reconegudes pel govern bolivià perquè tinguessin els mateixos drets que els altres ciutadans.
Les transferències d'efectiu condicional es van lliurar a les dones perquè poguessin tenir cura dels seus fills i de la seva salut materna. També els va donar l'oportunitat de crear una xarxa social mentre es desplaçaven a zones urbanes. El programa de transferència d'efectiu condicional va ajudar a les necessitats de benestar de les dones indígenes. El programa de transferència d'efectiu condicional no va prestar molta atenció a la veu de les dones, no les va donar més oportunitats per avançar en l'economia o ajudar-es a participar més com a comunitat. Hi havia un sentiment de discriminació entre les dones indígenes i els treballadors del personal sanitari, perquè les dones no parlaven castellà i no eren capaces de comunicar-se eficaçment. La igualtat de gènere no va millorar entre homes i dones perquè les dones no van poder millorar la seva situació socioeconòmica amb l'ajut econòmic que van rebre.

## Delictes contra les dones
L'abús físic i la violació són els crims contra dones més habituals a Bolívia. Un informe del 1986 d'un hospital de La Paz va afirmar que dels 1.432 casos de violació i maltractament, el 66% es van cometre contra dones. El 77,5% d'aquests delictes van ser comesos per marits o familiars, seguits del 13% per desconeguts. La majoria dels casos no es porten mai als tribunals, a causa del paper de subordinada de les dones a la societat boliviana.

### Violència domèstica
Històricament, legalment es permetia a un marit colpejar la seva esposa o els seus fills per demostrar el seu paper d'autoritat paterna fins al 1973. A partir del 1973, la violència domèstica s'ha citat com a motiu de separació o divorci, però els jutjats de família no ho van permetre, excepte en els casos en què les lesions causessin incapacitació superior a 30 dies. No va ser fins al 1995 que la violència domèstica es va convertir en il·legal, però la violència domèstica contra les dones representa més de la meitat de les agressions denunciades al país. La meitat de les dones bolivianes han experimentat abusos sexuals, físics o psicològics per part d'una parella. Es creu que 9 de cada 10 dones han experimentat violència general contra elles, mentre que el contrari és per als homes: només 1 de cada 10 ha experimentat violència dirigida contra ells. Un informe del Departament d'Estat dels Estats Units el 1998 informava que el 5% de les dones eren maltractades físicament i el 48% psicològicament. El govern bolivià estima que aproximadament no es denuncien 100.000 incidents cada any. La manca de grups de suport a les dones i els refugis contra els abusos domèstics també contribueixen a la violència persistent.

### Abús laboral
Les dones indígenes pobres són propenses a treballar sovint en feines poc remunerades, com ara el servei domèstic. Una enquesta de 1988 va reconèixer que les empleades de la llar experimenten abús laboral, inclosos els abusos sexuals per part dels homes que les han contractat. Les minyones també poden patir discriminació, ja que no se les permet entrar a determinades habitacions de les cases on treballen i utilitzar els estris i articles per a la llar.

### Violació i agressió sexual
La violació és il·legal. El 2013, Bolívia va aprovar una nova llei integral de violència domèstica, que prohibeix moltes formes d'abús de dones, inclosa la violació matrimonial. Durant la primera meitat de 1995, es van denunciar 3,5 violacions cada dia, tot i que el Comitè de la Dona del Congrés estima que només es van denunciar la meitat de les violacions. Les agressions i abusos sexuals es consideren un delicte contra la moral de la comunitat en lloc de contra la víctima. La prova recau sovint en la víctima, a causa del caràcter generalment privat dels delictes sexuals, per la qual cosa la majoria dels delictes mai no es porten als tribunals a causa de la lluita per la prova i els costos elevats dels honoraris legals. Els violadors que arriben als tribunals solen impugnar la violació, possant en dubte la reputació de la víctima. Els tribunals no protegeixen les prostitutes.

### Discriminació
El 1995 es va declarar un decret presidencial que proporcionava la igualtat de drets a les dones i que prometia que el govern cessaria el sexisme contra les dones.
Bolívia té el percentatge població indígena més alta d'Amèrica Llatina. La tasca agrícola de les dones indígenes, que sovint treballen junt amb els seus marits, no és reconeguda per la societat boliviana com a productiva. Les dones indígenes es consideren inferiors a la societat boliviana. Les oportunitats d'educació i formació són extremadament pobres. La manca de consciència sobre els seus drets legals i els rols de gènere tradicionals estrictes contribueixen als seus rols dins de la societat boliviana. Molts dels projectes rurals que estan programant les noves ONG se centren principalment en els homes.

## Salud

### Assistència maternal i infantil
Entre 1992 i 1993, la taxa de mortalitat infantil va baixar en nens de 5 anys o menys a causa d'un programa d'atenció primària en una comunitat rural de Bolívia. L'Andean Rural Health Care (ARHC) és una organització privada dels Estats Units d'Amèrica i és voluntària. El seu enfocament se centra en l'atenció de la salut materna i infantil, i disposa de serveis d'atenció per prevenir i curar malalties. Col·labora amb el personal i les instal·lacions del Ministeri de Salut de Bolívia per ser més eficaç.
La regió té dues zones diferenciades les unes a les altres a les planes altes al nord de La Paz. La primera àrea és Carbuco, que disposa de serveis sanitaris de baixa qualitat. Ancoraimes és la segona àrea, i es coneix com l'àrea d'intervenció que disposa de serveis d'atenció mèdica. Ambdues poblacions treballen principalment en l'agricultura i la ramadera domèstica.
El 1993, el 95% dels nens d'entre 12 i 23 mesos estaven inscrits al programa de salut. La documentació mostra que el 78% es va vacunar. Les mares van rebre formació per reconèixer els símptomes de la pneumònia, i el 60% van informar de casos de pneumònia per a obtenir assistència mèdica. A més, la disponibilitat d'aigua potable i sanejament es va localitzar dins de les àrees d'intervenció, però només va arribar al 10% de les llars.
Les parelles indígenes també són menys propenses a discutir la planificació familiar entre ells, tot i que els homes desitgen no voler tenir més fills. Les dones indígenes creuen que les seves parelles no volen debatre sobre el tema de la planificació familiar, de manera que la conversa no es manté mai. Malgrat aquest problema de comunicació, l'informe de l'Institut Guttmacher va trobar que la majoria de les parelles indígenes i no indígenes aprova la planificació familiar. El 44% de les dones indígenes van dir que no volen un fill però que no faran servir anticonceptius, enfront del 26% de les dones no indígenes.

Dona chorote boliviana amb el seu fill, 1901-1902
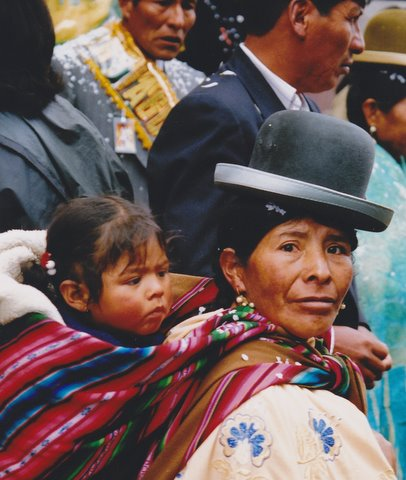
Mare i filla a Bolívia, 2012

Una enquesta del 1983 va trobar que més del 70% de les bolivianes no utilitzaven cap mètode anticonceptiu; el 23,6% de les dones utilitzaven anticonceptius, i el 6,1% eren píndoles anticonceptives o DIU. Les dones també utilitzen el mètode Ogino-Knaus. Una enquesta de 1998 va informar que la mortalitat materna a Bolívia va ser una de les més altes del món, i que les dones que vivien a l'altiplà patien taxes més altes. Les principals causes de la mortalitat materna són les infeccions, les hemorràgies, complicacions del part i l'avortament. Les taxes de fertilitat a Bolívia són de les més altes d'Amèrica Llatina. La UNESCO va informar el 1996 que la taxa de fecunditat era de 4,7 fills per dona.
Durant l'embaràs, el 63% de les dones que viuen a la ciutat busquen atenció prenatal. Les dones que no sol·liciten atenció prenatal citen l'alt cost dels serveis, la manca de confiança en els professionals mèdics i la manca d'educació sobre el valor de l'atenció prenatal com a motius per a no buscar serveis.

### Família i vida familiar
Quan es tracta de responsabilitats domèstiques, les noies ocupen el segon lloc en les tasques domèstiques darrere de les seves mares. Les mares sovint treballen al mercat o com a cuineres, empleades domèstiques o treballs de serveis similars per tal de proveir la família. A causa d'aquesta demanda de feina, s'espera que les noies ajudin a les tasques domèstiques i a la cura dels seus germans mentre la seva mare treballa.
L'edat legal per casar-se a Bolívia és de 14 i 16 anys per als homes. El matrimoni precoç requereix el consentiment dels pares, i un jutge pot donar el consentiment si els pares no ho aproven o no ho poden aprovar. Un estudi de les Nacions Unides el 2004 va informar que el 12% de les nenes d'entre 15 i 19 anys estaven casades, divorciades o vídues.

## Bolivianes destacades

### Activistes
- Adela Zamudio
- Adriana Salvatierra
- Ana Rosa Tornero
- Domitila Chúngara
- Esilda Villa
- Julieta Paredes
- Justa Canaviri
- Lidia Gueiler Tejada
- Marianela Paco
- Nicolasa Machaca
- Petronila Infantes
- Ximena Bedregal

### Actrius
- Carla Ortiz
- Carola Cobo
- Erika Andia
- Rosa Ríos
- Tanya Callau
- Vanessa Alfaro
- Ximena Herrera

### Artistes
- Graciela Rodo Boulanger
- Inés Córdova
- Julia Vargas-Weise
- María Luisa Pacheco
- Marina Núñez del Prado
- Sonia Falcone

### Cantants
- Asunta Limpias de Parada
- Betty Veizaga
- Claudia Arce
- Julieta Paredes
- Katia Escalera
- Luzmila Carpio
- Zulma Yugar

### Científiques
- Kathrin Barboza Marquez
- Nardi Suxo
- Narel Y. Paniagua-Zambrana
- Sonia Alconini

### Empresàries
- Eliana Paco Paredes
- Esther Morales
- Mariana Prado
- Vanessa Alfaro

### Escriptores
- Adela Zamudio
- Alcira Cardona Torrico
- Ana María Romero de Campero
- Ana Rosa Tornero
- Asunta Limpias de Parada
- Beatriz Azurduy Palacios
- Blanca Wiethüchter
- Carola Cobo
- Claudia Fernández Valdivia
- Cristina Corrales
- Elsa Paredes de Salazar
- Erika Andia
- Etelvina Villanueva y Saavedra
- Gaby Vallejo Canedo
- Gigia Talarico
- Giovanna Rivero
- Gísela López
- Hercilia Fernández de Mujía
- Julia Urquidi
- Julieta Paredes
- Liliana Colanzi
- Lindaura Anzoátegui Campero
- Lola Taborga de Requena
- Lupe Cajías
- Luzmila Carpio
- Magela Baudoin
- María Cristina Trigo
- María Duchén
- María Eugenia del Valle
- María Galindo
- María Josefa Mujía
- Marianela Paco
- Matilde Casazola
- Modesta Sanginés Uriarte
- Nadezhda Bravo Cladera
- Rosa Julieta Montaño Salvatierra
- Sara Ugarte de Salamanca
- Sonia Alconini
- Teresa Gisbert Carbonell
- Veronica Ormachea Gutierrez
- Wilma Alanoca
- Ximena Bedregal
- Ximena Galarza
- Yolanda Bedregal

### Esportistes
- Agnes Kay Eppers Reynders
- Alejandra Montaño
- Carla Méndez
- Ericka Morales
- Gloria Burgos
- Helen Maolo
- Jacqueline Solíz
- Janeth Morón
- Karen Torrez
- Katerine Moreno
- Maitté Zamorano
- María Fernanda Álvarez Terán
- María José de la Fuente
- María José Ribera
- Mariela Moreira
- Moré Galetovic
- Nataly Méndez
- Noelia Zeballos
- Paola Peñarrieta
- Sandra Antelo
- Ximena Escalera

### Directores de cinema
- Beatriz Azurduy Palacios
- Julia Vargas-Weise
- Violeta Ayala
- Yashira Jordán

### Diplomàtiques
- Lidia Gueiler Tejada
- Luzmila Carpio
- María Luisa Ramos Urzagaste
- Nardi Suxo

### Heroïnes
- Bartolina Sisa
- Genoveva Ríos
- Ignacia Zeballos Taborga
- Manuela Gandarillas
- Modesta Sanginés Uriarte

### Models
- Alexia Viruez
- Ana María Ortiz
- Claudia Arce
- Claudia Tavel
- Desiree Durán
- Dominique Peltier
- Jessica Jordan
- Joyce Prado
- Olivia Pinheiro
- Romina Rocamonje
- Vanessa Alfaro
- Yéssica Mouton

### Polítiques
- Adriana Gil
- Adriana Salvatierra
- Ana Lucía Reis
- Cristina Corrales
- Isabel Ortega Ventura
- Jessica Jordan
- Lidia Gueiler Tejada
- Mónica Eva Copa
- Mónica Rey Gutiérrez
- Nemesia Achacollo
- Nicolasa Machaca
- Savina Cuéllar
- Silvia Lazarte